# Woking (cratère martien)
Pour les articles homonymes, voir Woking.
Woking est un cratère d'impact de 9,53 km de diamètre situé sur Mars dans le quadrangle de Syrtis Major au sud-ouest d'Isidis Planitia.